# Manuel Faustino
Manuel Faustino dos Santos Lira (Santo Amaro, 1775 — Salvador, 1799) foi um alfaiate baiano, um dos líderes da Conjuração Baiana, revolta acontecida em Salvador, também conhecida como Revolta dos Alfaiates.
Era filho de uma escrava liberta. Seu pai é oficialmente desconhecido, mas durante toda a vida o jovem mulato mantém relações estreitas com a família dos Pires de Carvalho e Albuquerque, antiga proprietária de sua mãe.
Em meados da década de 1790, passa a frequentar reuniões secretas, nas quais se discutem os ideais da Revolução Francesa e sua possível aplicação na sociedade brasileira. Em 1798, é um dos primeiros a ser considerado suspeito da autoria de panfletos anônimos que conclamam a população de Salvador a declarar e defender a "República Baiense".
Procurado pelas autoridades responsáveis pela devassa, é encontrado e detido na propriedade dos Pires de Carvalho e Albuquerque. Julgado e condenado à morte, é enforcado na praça da Piedade, juntamente com os soldados Lucas Dantas e Luís Gonzaga das Virgens e o também alfaiate João de Deus Nascimento.